# Wellington, Kansas
Wellington là một thành phố thuộc quận Sumner, tiểu bang Kansas, Hoa Kỳ. Năm 2010, dân số của xã này là 8172 người.

## Khí hậu
| Dữ liệu khí hậu của Wellington, Kansas, 1991–2020 normals, extremes 1894–present | Dữ liệu khí hậu của Wellington, Kansas, 1991–2020 normals, extremes 1894–present | Dữ liệu khí hậu của Wellington, Kansas, 1991–2020 normals, extremes 1894–present | Dữ liệu khí hậu của Wellington, Kansas, 1991–2020 normals, extremes 1894–present | Dữ liệu khí hậu của Wellington, Kansas, 1991–2020 normals, extremes 1894–present | Dữ liệu khí hậu của Wellington, Kansas, 1991–2020 normals, extremes 1894–present | Dữ liệu khí hậu của Wellington, Kansas, 1991–2020 normals, extremes 1894–present | Dữ liệu khí hậu của Wellington, Kansas, 1991–2020 normals, extremes 1894–present | Dữ liệu khí hậu của Wellington, Kansas, 1991–2020 normals, extremes 1894–present | Dữ liệu khí hậu của Wellington, Kansas, 1991–2020 normals, extremes 1894–present | Dữ liệu khí hậu của Wellington, Kansas, 1991–2020 normals, extremes 1894–present | Dữ liệu khí hậu của Wellington, Kansas, 1991–2020 normals, extremes 1894–present | Dữ liệu khí hậu của Wellington, Kansas, 1991–2020 normals, extremes 1894–present | Dữ liệu khí hậu của Wellington, Kansas, 1991–2020 normals, extremes 1894–present |
| Tháng                                                                            | 1                                                                                | 2                                                                                | 3                                                                                | 4                                                                                | 5                                                                                | 6                                                                                | 7                                                                                | 8                                                                                | 9                                                                                | 10                                                                               | 11                                                                               | 12                                                                               | Năm                                                                              |
| -------------------------------------------------------------------------------- | -------------------------------------------------------------------------------- | -------------------------------------------------------------------------------- | -------------------------------------------------------------------------------- | -------------------------------------------------------------------------------- | -------------------------------------------------------------------------------- | -------------------------------------------------------------------------------- | -------------------------------------------------------------------------------- | -------------------------------------------------------------------------------- | -------------------------------------------------------------------------------- | -------------------------------------------------------------------------------- | -------------------------------------------------------------------------------- | -------------------------------------------------------------------------------- | -------------------------------------------------------------------------------- |
| Cao kỉ lục °F (°C)                                                               | 79 (26)                                                                          | 88 (31)                                                                          | 94 (34)                                                                          | 99 (37)                                                                          | 103 (39)                                                                         | 112 (44)                                                                         | 120 (49)                                                                         | 119 (48)                                                                         | 112 (44)                                                                         | 101 (38)                                                                         | 87 (31)                                                                          | 85 (29)                                                                          | 120 (49)                                                                         |
| Trung bình tối đa °F (°C)                                                        | 65.8 (18.8)                                                                      | 72.2 (22.3)                                                                      | 80.2 (26.8)                                                                      | 85.9 (29.9)                                                                      | 92.0 (33.3)                                                                      | 98.4 (36.9)                                                                      | 102.9 (39.4)                                                                     | 102.2 (39.0)                                                                     | 97.6 (36.4)                                                                      | 88.8 (31.6)                                                                      | 76.7 (24.8)                                                                      | 66.1 (18.9)                                                                      | 104.3 (40.2)                                                                     |
| Trung bình ngày tối đa °F (°C)                                                   | 43.7 (6.5)                                                                       | 48.5 (9.2)                                                                       | 58.7 (14.8)                                                                      | 68.0 (20.0)                                                                      | 76.8 (24.9)                                                                      | 86.7 (30.4)                                                                      | 91.8 (33.2)                                                                      | 90.5 (32.5)                                                                      | 82.8 (28.2)                                                                      | 71.0 (21.7)                                                                      | 57.1 (13.9)                                                                      | 45.4 (7.4)                                                                       | 68.4 (20.2)                                                                      |
| Trung bình ngày °F (°C)                                                          | 32.9 (0.5)                                                                       | 36.9 (2.7)                                                                       | 46.5 (8.1)                                                                       | 55.4 (13.0)                                                                      | 65.6 (18.7)                                                                      | 75.6 (24.2)                                                                      | 80.5 (26.9)                                                                      | 79.1 (26.2)                                                                      | 71.0 (21.7)                                                                      | 58.8 (14.9)                                                                      | 45.7 (7.6)                                                                       | 35.3 (1.8)                                                                       | 56.9 (13.9)                                                                      |
| Tối thiểu trung bình ngày °F (°C)                                                | 22.0 (−5.6)                                                                      | 25.2 (−3.8)                                                                      | 34.4 (1.3)                                                                       | 42.8 (6.0)                                                                       | 54.3 (12.4)                                                                      | 64.5 (18.1)                                                                      | 69.3 (20.7)                                                                      | 67.7 (19.8)                                                                      | 59.2 (15.1)                                                                      | 46.7 (8.2)                                                                       | 34.4 (1.3)                                                                       | 25.1 (−3.8)                                                                      | 45.5 (7.5)                                                                       |
| Trung bình tối thiểu °F (°C)                                                     | 5.9 (−14.5)                                                                      | 8.7 (−12.9)                                                                      | 16.7 (−8.5)                                                                      | 27.7 (−2.4)                                                                      | 39.8 (4.3)                                                                       | 53.2 (11.8)                                                                      | 61.1 (16.2)                                                                      | 57.8 (14.3)                                                                      | 44.7 (7.1)                                                                       | 29.9 (−1.2)                                                                      | 18.3 (−7.6)                                                                      | 9.7 (−12.4)                                                                      | 2.0 (−16.7)                                                                      |
| Thấp kỉ lục °F (°C)                                                              | −19 (−28)                                                                        | −20 (−29)                                                                        | −4 (−20)                                                                         | 12 (−11)                                                                         | 24 (−4)                                                                          | 40 (4)                                                                           | 46 (8)                                                                           | 41 (5)                                                                           | 28 (−2)                                                                          | 12 (−11)                                                                         | 3 (−16)                                                                          | −15 (−26)                                                                        | −20 (−29)                                                                        |
| Lượng Giáng thủy trung bình inches (mm)                                          | 0.96 (24)                                                                        | 1.34 (34)                                                                        | 2.48 (63)                                                                        | 3.14 (80)                                                                        | 5.27 (134)                                                                       | 5.19 (132)                                                                       | 4.03 (102)                                                                       | 4.25 (108)                                                                       | 3.09 (78)                                                                        | 3.28 (83)                                                                        | 1.78 (45)                                                                        | 1.33 (34)                                                                        | 36.14 (917)                                                                      |
| Lượng tuyết rơi trung bình inches (cm)                                           | 2.6 (6.6)                                                                        | 2.0 (5.1)                                                                        | 1.5 (3.8)                                                                        | 0.0 (0.0)                                                                        | 0.0 (0.0)                                                                        | 0.0 (0.0)                                                                        | 0.0 (0.0)                                                                        | 0.0 (0.0)                                                                        | 0.0 (0.0)                                                                        | 0.0 (0.0)                                                                        | 0.3 (0.76)                                                                       | 2.8 (7.1)                                                                        | 9.2 (23.36)                                                                      |
| Số ngày giáng thủy trung bình (≥ 0.01 in)                                        | 4.2                                                                              | 5.2                                                                              | 7.0                                                                              | 8.0                                                                              | 9.9                                                                              | 8.9                                                                              | 7.9                                                                              | 8.2                                                                              | 6.5                                                                              | 6.5                                                                              | 4.7                                                                              | 4.8                                                                              | 81.8                                                                             |
| Số ngày tuyết rơi trung bình (≥ 0.1 in)                                          | 1.6                                                                              | 1.5                                                                              | 0.7                                                                              | 0.0                                                                              | 0.0                                                                              | 0.0                                                                              | 0.0                                                                              | 0.0                                                                              | 0.0                                                                              | 0.1                                                                              | 0.2                                                                              | 1.6                                                                              | 5.7                                                                              |
| Nguồn 1: NOAA                                                                    |                                                                                  |                                                                                  |                                                                                  |                                                                                  |                                                                                  |                                                                                  |                                                                                  |                                                                                  |                                                                                  |                                                                                  |                                                                                  |                                                                                  |                                                                                  |
| Nguồn 2: National Weather Service                                                |                                                                                  |                                                                                  |                                                                                  |                                                                                  |                                                                                  |                                                                                  |                                                                                  |                                                                                  |                                                                                  |                                                                                  |                                                                                  |                                                                                  |                                                                                  |